# إرفتشتات
ارفت اشتات (بالألمانية: Erftstadt) هي بلدة ألمانية تقع في ألمانيا في Rhein-Erft-Kreis. يقدر عدد سكانها بـ 51,082 نسمة .

## المدن التوأمة
مدن ووكينغهام، Viry-Châtillon، جيلينيا جورا و Panketal هي مدن توأمة لـارفت اشتات.

## أعلام
- كارل شورتز